# Serrone
Serrone település Olaszországban, Lazio régióban, Frosinone megyében. Lakosainak száma 2996 fő (2023. január 1.). Serrone Arcinazzo Romano, Olevano Romano, Paliano, Piglio és Roiate községekkel határos.

## Népesség
A település lakossága az elmúlt években az alábbi módon változott:
| Lakosok száma | 3060 | 3048 | 2996 |
|               | 2017 | 2018 | 2023 |